# Independent Spirit Awards 2019
Die 34. Verleihung der Independent Spirit Awards fand am 23. Februar 2019 am Strand von Santa Monica, Kalifornien, statt. Die Mitglieder der Non-Profit-Organisation Film Independent zeichnen dabei die aus ihrer Sicht besten Independent-Filme des Kinojahres 2018 aus. Erfolgreichste Filmproduktion mit drei gewonnenen Preisen wurde If Beale Street Could Talk von Barry Jenkins, die Auszeichnungen als bester Film, für die beste Regie und beste Nebendarstellerin erhielt. Der mehrfach für den Oscar nominierte spanischsprachige Film Roma von Alfonso Cuarón gewann den Preis für den besten internationalen Film.
| Film                         | N | A |
| ---------------------------- | - | - |
| We the Animals               | 5 | 0 |
| A Beautiful Day              | 4 | 1 |
| Eighth Grade                 | 4 | 1 |
| First Reformed               | 4 | 1 |
| If Beale Street Could Talk   | 3 | 3 |
| Leave No Trace               | 3 | 0 |
| Private Life                 | 3 | 0 |
| Sócrates                     | 3 | 1 |
| The Tale – Die Erinnerung    | 3 | 0 |
| Wildlife                     | 3 | 0 |
| A Bread Factory              | 2 | 0 |
| Can You Ever Forgive Me?     | 2 | 2 |
| Hale County, Tag für Tag     | 2 | 0 |
| Hereditary – Das Vermächtnis | 2 | 0 |
| Madeline’s Madeline          | 2 | 0 |
| Minding the Gap              | 2 | 1 |
| Nancy                        | 2 | 0 |
| On Her Shoulders             | 2 | 0 |
| Sorry to Bother You          | 2 | 1 |
| Suspiria                     | 2 | 2 |

Die Nominierungen waren am 16. November 2018 von den Schauspielerinnen Gemma Chan und Molly Shannon bekanntgegeben worden. Die Preisverleihung wurde von dem US-amerikanischen Fernsehsender IFC ausgestrahlt. Als Gastgeberin führte die Komikerin Aubrey Plaza durch den Abend.

## Preisträger und Nominierte

### Bester Film
If Beale Street Could Talk – Produktion: Dede Gardner, Barry Jenkins, Jeremy Kleiner, Sara Murphy, Adele Romanski
- Eighth Grade – Produktion: Eli Bush, Scott Rudin, Christopher Storer, Lila Yacoub
- First Reformed – Produktion: Jack Binder, Greg Clark, Gary Hamilton, Victoria Hill, David Hinojosa, Frank Murray, Deepak Sikka, Christine Vachon
- Leave No Trace – Produktion: Anne Harrison, Linda Reisman, Anne Rosellini
- A Beautiful Day (You Were Never Really Here) – Produktion: Rosa Attab, Pascal Caucheteux, Rebecca O’Brien, Lynne Ramsay, James Wilson

### Bester Debütfilm
Sorry to Bother You – Regie: Boots Riley, Produktion: Nina Yang Bongiovi, Jonathan Duffy, Charles D. King, George Rush, Forest Whitaker, Kelly Williams
- Hereditary – Das Vermächtnis (Hereditary) – Regie: Ari Aster, Produktion: Kevin Frakes, Lars Knudsen, Buddy Patrick
- The Tale – Die Erinnerung (The Tale) – Regie/Produktion: Jennifer Fox, Produktion: Sol Bondy, Lawrence Inglee, Mynette Louie, Oren Moverman, Simone Pero, Reka Posta, Laura Rister, Regina K. Scully, Lynda Weinman
- We the Animals – Regie: Jeremiah Zagar, Produktion: Andrew Goldman, Christina D. King, Paul Mezey, Jeremy Yaches
- Wildlife – Regie/Produktion: Paul Dano, Produktion: Andrew Duncan, Jake Gyllenhaal, Riva Marker, Oren Moverman, Ann Ruark, Alex Saks

### Beste Regie
Barry Jenkins – If Beale Street Could Talk
- Paul Schrader – First Reformed
- Debra Granik – Leave No Trace
- Tamara Jenkins – Private Life
- Lynne Ramsay – A Beautiful Day (You Were Never Really Here)

### Bestes Drehbuch
Nicole Holofcener und Jeff Whitty – Can You Ever Forgive Me?
- Richard Glatzer, Rebecca Lenkiewicz und Wash Westmoreland – Colette
- Paul Schrader – First Reformed
- Tamara Jenkins – Private Life
- Boots Riley – Sorry to Bother You

### Bestes Drehbuchdebüt
Bo Burnham – Eighth Grade
- Quinn Shephard und Laurie Shephard – Blame
- Christina Choe – Nancy
- Jennifer Fox – The Tale – Die Erinnerung (The Tale)
- Cory Finley – Vollblüter (Thoroughbreds)

### Bester Hauptdarsteller
Ethan Hawke – First Reformed
- Daveed Diggs – Blindspotting
- John Cho – Searching
- Christian Malheiros – Sócrates
- Joaquin Phoenix – A Beautiful Day (You Were Never Really Here)

### Beste Hauptdarstellerin
Glenn Close – Die Frau des Nobelpreisträgers (The Wife)
- Elsie Fisher – Eighth Grade
- Toni Collette – Hereditary – Das Vermächtnis (Hereditary)
- Helena Howard – Madeline’s Madeline
- Regina Hall – Support the Girls
- Carey Mulligan – Wildlife

### Bester Nebendarsteller
Richard E. Grant – Can You Ever Forgive Me?
- Adam Driver – BlacKkKlansman
- Josh Hamilton – Eighth Grade
- John David Washington – Monsters and Men
- Raúl Castillo – We the Animals

### Beste Nebendarstellerin
Regina King – If Beale Street Could Talk
- Tyne Daly – A Bread Factory
- Thomasin McKenzie – Leave No Trace
- J. Smith-Cameron – Nancy
- Kayli Carter – Private Life

### Bester Dokumentarfilm
Won’t You Be My Neighbor? – Regie/Produktion: Morgan Neville, Produktion: Caryn Capotosto, Nicholas Ma
- Hale County, Tag für Tag (Hale County This Morning, This Evening) – Regie/Produktion: RaMell Ross, Produktion: Joslyn Barnes, Su Kim
- Minding the Gap – Regie/Produktion: Bing Liu, Produktion: Diane Quon
- Of Fathers and Sons – Regie: Talal Derki, Produktion: Hans Robert Eisenhauer, Ansgar Frerich, Eva Kemme, Tobias N. Siebert
- On Her Shoulders – Regie: Alexandria Bombach, Produktion: Hayley Pappas, Brock Williams
- Shirkers – Regie/Produktion: Sandi Tan, Produktion: Jessica Levin, Maya Rudolph

### Bester internationaler Film
Roma (Mexico) – Regie: Alfonso Cuarón
- Burning (Südkorea) – Regie: Lee Chang-dong
- Glücklich wie Lazzaro (Happy As Lazzaro) (Italien) – Regie: Alice Rohrwacher
- Shoplifters – Familienbande (Shoplifters) (Japan) – Regie: Hirokazu Koreeda
- The Favourite – Intrigen und Irrsinn (The Favourite) (UK) – Regie: Giorgos Lanthimos

### Bester Schnitt
Joe Bini – A Beautiful Day (You Were Never Really Here)
- Luke Dunkley, Nick Fenton, Chris Gill und Julian Hart – American Animals
- Nick Houy – Mid90s
- Anne Fabini, Alex Hall und Gary Levy – The Tale – Die Erinnerung (The Tale)
- Keiko Deguchi, Brian A. Kates und Jeremiah Zagar – We the Animals

### Beste Kamera
Sayombhu Mukdeeprom – Suspiria
- Ashley Connor – Madeline’s Madeline
- Benjamin Loeb – Mandy
- Zak Mulligan – We the Animals
- Diego Garcia – Wildlife

## Sonder- und Förderpreise

### John Cassavetes Award
Nach John Cassavetes benannter Preis für den besten Independentfilm mit Produktionskosten unter 500.000 US-Dollar.
En el Séptimo Día – Drehbuch/Regie/Produktion: Jim McKay, Produktion: Alex Bach, Lindsey Cordero, Caroline Kaplan, Michael Stipe
- A Bread Factory – Drehbuch/Regie/Produktion: Patrick Wang, Produktion: Daryl Freimark, Matt Miller
- Never Goin’ Back – Drehbuch/Regie: Augustine Frizzell, Produktion: Liz Cardenas, Toby Halbrooks, James M. Johnston
- Sócrates – Drehbuch/Regie/Produktion: Alex Moratto, Drehbuch: Thayná Mantesso, Produktion: Ramin Bahrani, Jefferson Paulino, Tammy Weiss
- Thunder Road – Drehbuch/Regie: Jim Cummings, Produktion: Natalie Metzger, Zack Parker, Benjamin Weissner

### Robert Altman Award – Bestes Ensemble
Auszeichnung für Regie, Casting-Regie und Schauspielensemble eines Films.
Suspiria – Regie: Luca Guadagnino, Casting: Avy Kaufman, Stella Savino, Ensemble: Małgosia Bela, Ingrid Caven, Elena Fokina, Mia Goth, Jessica Harper, Dakota Johnson, Gala Moody, Chloë Grace Moretz, Renée Soutendijk, Tilda Swinton, Sylvie Testud, Angela Winkler

### The Bonnie Award
Von American Airlines gesponserte, mit 50.000 US-Dollar dotierte Auszeichnung für Filmregisseurinnen, benannt nach Bonnie Tiburzi Caputo, der ersten weiblichen Pilotin bei einer großen US-amerikanischen Fluggesellschaft.
Debra Granik
- Karyn Kusama
- Tamara Jenkins

### Truer Than Fiction Award
Mit 25.000 US-Dollar dotierte Auszeichnung für junge Dokumentarfilmer.
Minding the Gap – Bing Liu
- Hale County, Tag für Tag (Hale County This Morning, This Evening) – RaMell Ross
- On Her Shoulders – Alexandria Bombach

### Someone to Watch Award
Mit 25.000 US-Dollar dotierte Auszeichnung für Nachwuchsfilmemacher.
Sócrates – Alex Moratto
- Lemonade – Ioana Uricaru
- We the Animals – Jeremiah Zagar

### Producers Award
Mit 25.000 US-Dollar dotierte Auszeichnung für Nachwuchsproduzenten.
Shrihari Sathe
- Jonathan Duffy and Kelly Williams
- Gabrielle Nadig